# Río Arga
Río Arga är ett vattendrag i Spanien. Det ligger i provinsen Provincia de Navarra och regionen Navarra, i den nordöstra delen av landet, 260 km nordost om huvudstaden Madrid.